# Xã Crawford, Quận Cherokee, Kansas
Xã Crawford (tiếng Anh: Crawford Township) là một xã thuộc quận Cherokee, tiểu bang Kansas, Hoa Kỳ. Năm 2010, dân số của xã này là 636 người.